# Enric Hernàez i Rovira
Enric Hernàez i Rovira (Barcelona, 20 de maig del 1957 - 19 d'agost de 2025) va ser un compositor i intèrpret de cançó d'autor reconegut artísticament com a Enric Hernàez.

## Trajectòria artística
El 1980 enregistra el seu primer disc amb dos cançons: Carme i T'he sorprès a mitja veu amb producció d'Antoni Parera Fons. No va ser fins al 1984 i en tornar del Brasil quan Hernàez edita el seu primer disc de llarga durada: Una foguera de Sant Joan en ple gener, que va presentar al Festival Grec de Barcelona d'aquell any amb quatre concerts a la plaça del Rei de Barcelona. L'abril del 1985 presenta el disc La tardor a Pekin, amb producció de Joan Bibiloni, a la Sala Zeleste de Barcelona. Més tard publica el 1986 el disc 7PM, i en 1987 Gente, en col·laboració amb Josep Maria Bardagí, el 1988 s'edita Arigató, on torna a adoptar un so de banda. El 1990 treballa amb Jordi Gas en el disc de transició L'últim segon d'un gran somni.
El 1993 inicia una segona etapa musical amb Llunes del passeig de Gràcia, a més edita Cucarachas!, banda sonora original de la pel·lícula homònima dirigida per Toni Mora. Participa en diferents projectes col·lectius, com el disc d'homenatge a Neil Young, Com un huracà (1996), en el que versiona el tema Alabama. Enric Hernàez i el Lotus Blau fou el disc que va presentar el 1997.
Ja el 2002, Hernàez publica Oh poetas salvajes, un CD compost per poemes musicats de Mario Benedetti, Ángel González, Cristina Peri Rossi, Felipe Boso, Bernardo Atxaga i Juan de Loxa, entre d'altres. El 2008 publica No t'oblido ni quan l'aspra nit s'obre, amb poemes de David Castillo Buïls, un text de Bob Dylan i un poema de Núria Martínez-Vernis.
El 2010 publica 360 llunes, un disc on Hernàez ofereix una mirada antològica del seu repertori, enregistrat en directe en concert al Festival BarnaSants l'11 de març del 2010, recull d'una trajectòria artística de 30 anys. Enric Hernàez fou guardonat amb el Premi Barnasants 2011 als millors concerts de la secció oficial del festival, per la presentació en directe de 360 llunes. El 2012 participa en la biennal Catalunya-Uruguai, amb una sèrie de concerts per San José i Montevideo. Enric Hernàez protagonitza l'any següent el concert inaugural de l'edició 2013 del Festival Barnasants de Barcelona, a l'escenari del Cinema-Teatre de Vielha (Vall d'Aran) conjuntament amb la cantant aranesa Alidé Sans el 23 de gener del 2013.
El 2014 va publicar el seu catorzè treball, Cançó per a Helena (Picap).